# Violales
Violales era uma ordem de plantas com flor no sistema de classificação de Cronquist. Nas novas classificações de angiospérmicas (e. g. APG II, 2003) já não é usada.
As famílias antes compreendidas nas Violales têm sido transformadas nos seguintes grupos (APG II, 2003):
- Achariaceae → Malpighiales
- Ancistrocladaceae → Caryophyllales
- Begoniaceae → Cucurbitales
- Bixaceae → Malvales
- Caricaceae → Brassicales
- Cistaceae → Malvales
- Cochlospermaceae → Malvales (opcionalmente, nas Bixaceae)
- Cucurbitaceae → Cucurbitales
- Datiscaceae → Cucurbitales
- Dioncophyllaceae → Caryophyllales
- Flacourtiaceae → Malpighiales (nas Salicaceae)
- Fouquieriaceae → Ericales
- Frankeniaceae → Caryophyllales
- Hoplestigmataceae → posição incerta
- Huaceae → Eurósidas I (eudicotiledóneas)
- Lacistemataceae → Malpighiales
- Loasaceae → Cornales
- Malesherbiaceae → Malpighiales (optionally inside Passifloraceae)
- Muntingiaceae → Malvales
- Neumanniaceae → ?
- Oceanopapaveraceae → ?
- Passifloraceae →
- Peridiscaceae →
- Plagiopteraceae → Celastrales (nas Celastraceae)
- Scyphostegiaceae → Malpighiales (nas Salicaceae)
- Stachyuraceae → Crossosomatales
- Tamaricaceae → Caryophyllales
- Tetramelaceae → Cucurbitales
- Turneraceae → (ou, de forma opcional, nas Passifloraceae)
- Violaceae →